# Tourtoirac
Tourtoirac è un comune francese di 660 abitanti situato nel dipartimento della Dordogna nella regione della Nuova Aquitania.

## Società

### Evoluzione demografica
Abitanti censiti